# Edificio Olivetti
L'Edificio Olivetti (in inglese: Olivetti Building) è un edificio commerciale di stile brutalista di Sydney in Australia.

## Storia
L'edificio venne costruito per ospitare gli uffici della azienda italiana Olivetti in Australia. L'edificio, progettato da Summit Enterprises, venne ufficialmente inaugurato il 5 febbraio 1973 da Robert Askin, primo ministro del Nuovo Galles del Sud.

## Descrizione
L'edificio, situato al 140 di William Street nel quartiere di Woolloomooloo a Sydney, presenta uno stile brutalista.

## Galleria d'immagini

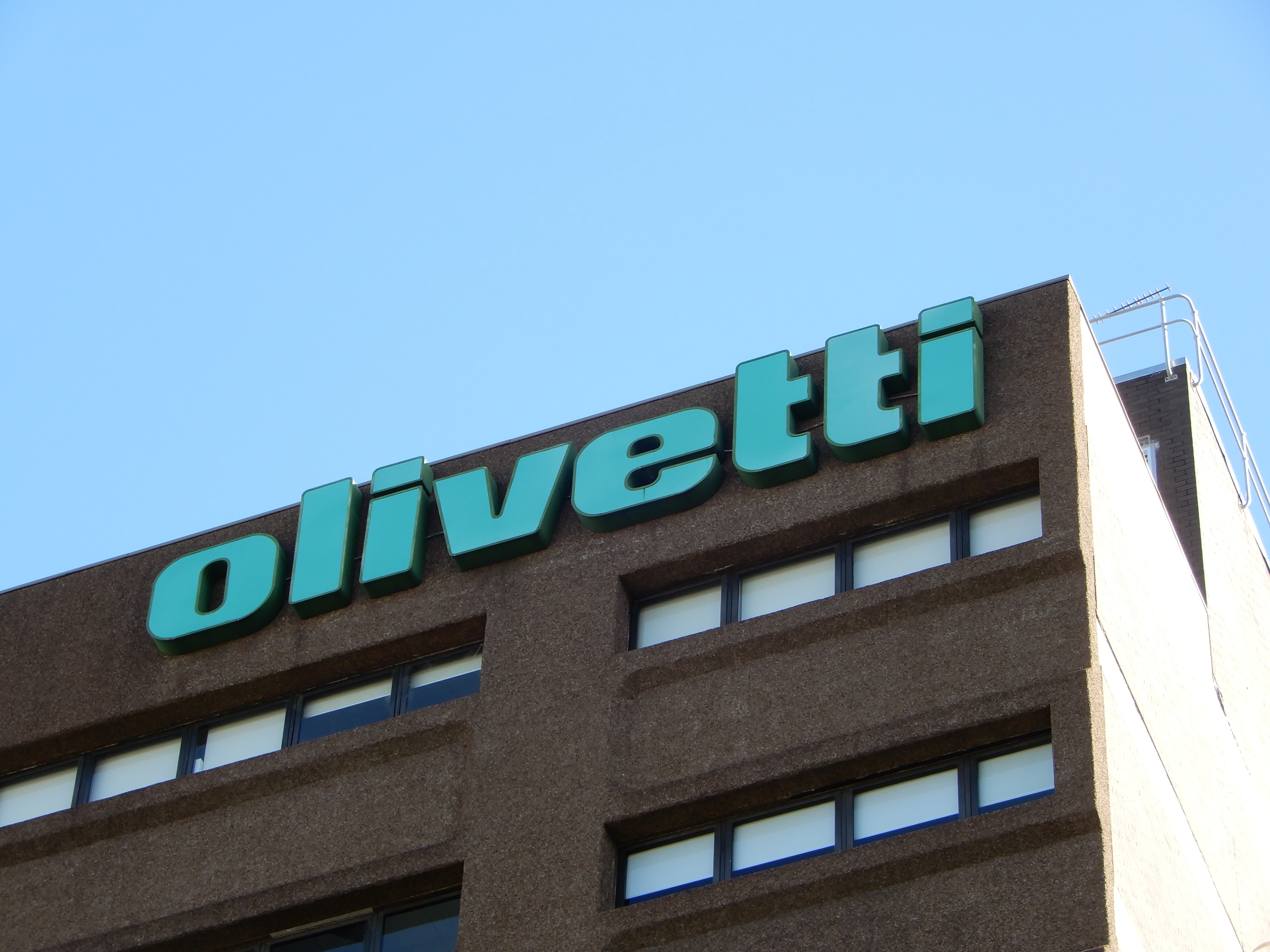
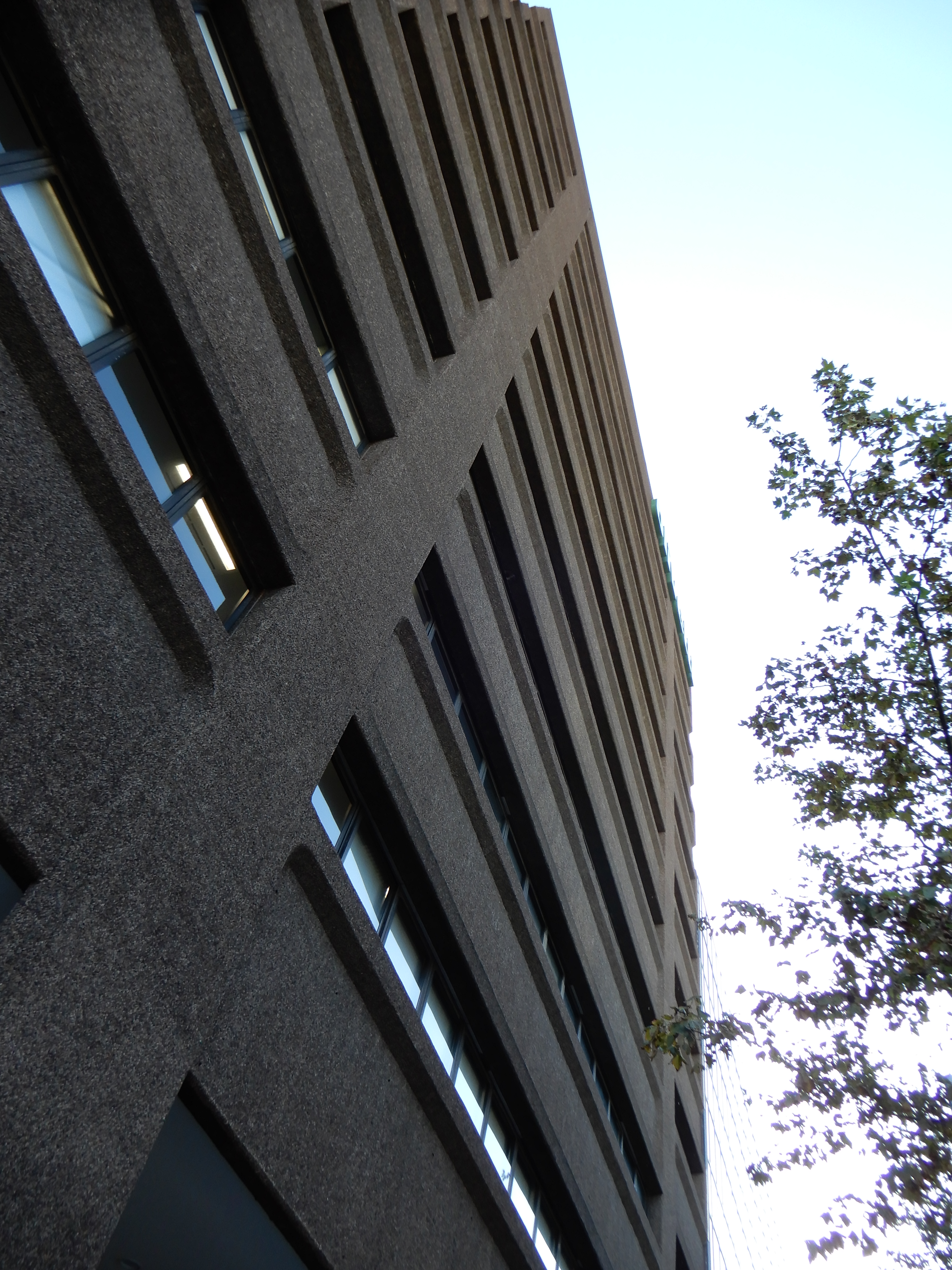
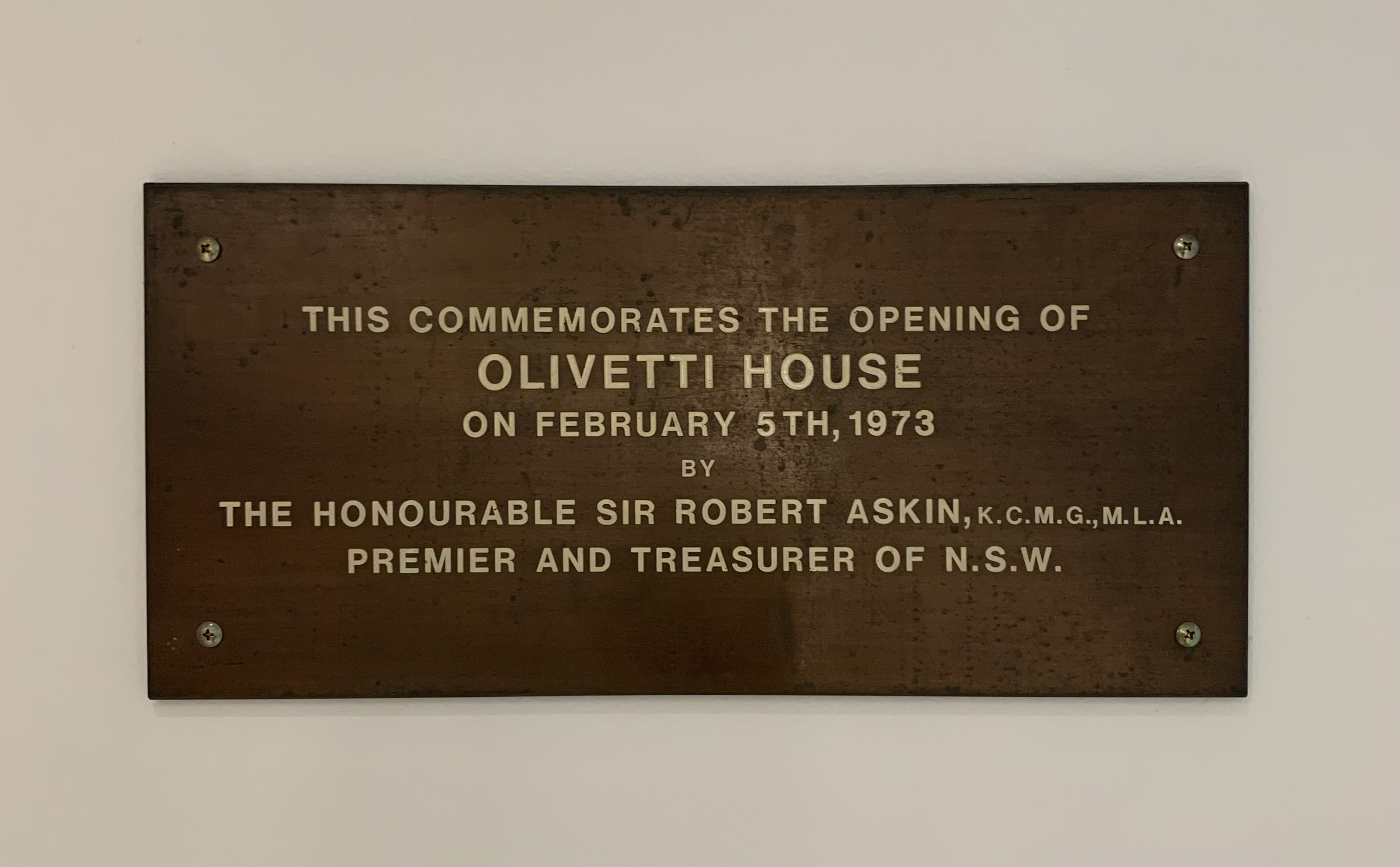